# Filippo Boniperti
Filippo Boniperti (Torino, 27. rujna 1991.) bivši je talijanski nogometaš. 

## Klupska karijera
Filippo je svoju nogometnu karijeru započeo u mlađim katagorijama najdražeg mu[nedostaje izvor] kluba, Juventusa. Za "Juve" je u seniorskoj utakmici debitirao 16. prosinca 2010. protiv engleskog Manchester Cityja, u grupnoj fazi natjecanja Europske lige.
Svoju prvu i dosad jedinu ligašku utakmicu za Juventus F.C. odigrao je 22. svibnja 2011. kada je u drugome poluvremenu ušao u igru kao zamjena za Simonea Pepea.
U ljeto 2012. Juventus posuđuje Bonipertija drugoligašu Empoliju. Prije Empolija, Filippo je kratko vrijeme proveo na posudbama u Ascoliju i Carpiju.

## Privatni život
Filippo je sin legendarnog igrača, kasnije i predsjednika Juventusa, Giampiera Bonipertija. Njegov djed držao je više rekorda vezanih za broj nastupa i pogodaka u crno-bijelom Juventusovom dresu dok ga s vremenom nije prestigao Alessandro Del Piero.